# 普雷瓦莱
普雷瓦莱（義大利語：Prevalle），是意大利布雷西亚省的一个市镇。总面积9.86平方公里，人口6798人，人口密度689.5人/平方公里（2009年）。国家统计（ISTAT）代码为017155。